# Paragvári Utcai Általános Iskola
A Paragvári Utcai Általános Iskola, korábbi nevén Hámán Kató Általános Iskola Szombathely egyik általános iskolája.

## Története
Az intézményt 1907-ben alapították a Domonkos-rendi nővérek. Nevét az államosításkor, 1948-ban változtatták Paragvári Utcai Általános Iskolára, később Hámán Kató Általános Iskolára. 1956 óta működik a zenei tagozat. 1990-től neve ismét Paragvári Utcai Általános Iskola. Korábbi Petőfi Sándor utcai épületét a város visszaadta a püspökségnek, cserébe 1997-ben a szomszédos Szent-Györgyi Albert Szakközépiskola épületét nyitották össze a Paragvári utcai épülettel. 2000-ben 5 tanár létrehozta a Kreatív tanár műhelyt, hogy a diákok művészeti kibontakozását segítsék. Közös munkával sikerült színre vinni 2000-ben a csodaszarvas legendáját, 2001-ben Mátyás király korát Reneszánsz lakoma címmel, 2003-ban az egyiptomi kultúrát Egyiptom a Napisten országa címmel, 2004-ben a Háry Jánost, 2006-ban pedig az iskola történetét Iskola a város közepén címmel, az intézmény alapításának 100. évfordulója tiszteletére.

## Oktatás
Jelenleg 32 tanteremben, 9 szaktanteremben és 3 tornateremben folyik az oktatás. 1964 óta már első osztálytól elkezdődik az első idegen nyelv játékos oktatása, 7. osztálytól pedig egy második idegen nyelvet is tanulnak a diákok. A számítástechnika is az alap tanterv része. Ezen kívül a zeneiskola helyben tart zeneoktatást, és nagy hangsúlyt fektetnek az egyéb művészetek, népi mesterségek és néptánc oktatására is. Az iskolának 15 000 kötetes könyvtára van.
Továbbtanulási adatok és a szülők és diákok véleménye alapján a város legerősebb iskolái közé tartozik. A szakmai előrehaladást segítik a különböző szakkörök is.

## Rendezvények
- Diáknap
- Luca napi vásár
- Madarak és fák napja